# Château de la Bergerie
Le château de la Bergerie est un ancien château féodal situé à la limite des communes de Saint-Hippolyte et de La Vallée, en Charente-Maritime.

## Historique
La seigneurie de la Bergerie est issue d'un démembrement de la châtellenie de Tonnay-Charente, lorsque Geoffroy IV, le dernier de la maison de Tonnay, meurt vers 1269. 
Aimeri IX de Rochechouart, veuf de la fille aînée de Geoffroy, reçoit la partie de la châtellenie de Tonnay située au Nord de la Charente et une tête de pont au Sud du fleuve. 
Charles de Rochefort, un autre des gendres, reçoit l'autre partie de Saint-Hippolyte.
L'Arbergerie (devenue par la suite la Bergerie) est située de manière excentrée dans l'ensemble attribué à Charles de Rochefort, l'amenant ainsi à être choisi comme siège de la nouvelle seigneurie parce qu'il est alors un centre de juridiction pour les seigneurs de Tonnay. 
On retrouve la Bergerie en 1440, lorsque Jeanne d'Archiac, épouse de Guillaume de Torsay, échanson du roi, qui est dite dame de Meslerain, du Parc et de la Bergerie  dans un aveu du Parc d'Archiac fait au seigneur de Tonnay.
Son héritière est sa fille Marguerite, épouse de Guillaume Ier de La Rochefoucauld. 
La famille de La Rochefoucauld conserve la seigneurie jusqu'au milieu du XVIIIe siècle. On y retrouve notamment François de La Rochefoucauld, mort en 1571, seigneur de Bayers, du Parc d’Archiac, de la Bergerie, baron d'Airvaut, qui épousa Isabelle de Lanes alias de Lanes de Cuzaguès, fille de Clinet de Lanes, trépassé en 1544, baron de Belhade, seigneur de La Rochebaladé (depuis Rochechalais) et Catherine de Mortemer, dame d'Ozillac.
Sous la Fronde, le Grand Condé, alors poursuivi par les troupes supérieures en nombre du comte d'Harcourt, se retire à la Bergerie.
Le dernier des La Rochefoucauld qui en est possesseur est Mathieu-Roch de La Rochefoucauld-Bayers, qui meurt sans enfant le 15 mai 1749. Le domaine passe alors à son neveu Henri-Joseph-Anne de La Cropte.
Par la suite, le domaine est acquis par Pierre Dumas. Pierre Dumas, qui avait participé à la Guerre de Sept Ans avec le régiment d'Artois, s'installe comme négociant et  est député à la Fête de la Fédération pour le département de Charente-Inférieure (district de Rochefort). Veuf, il avait épousé en secondes noces en 1767 Catherine Durand d'Elbos, tante du baron Jean Joseph de Boissieu, il sera beau-père de Charles Nicolas La Caille et le grand-père de l'amiral Charles Joseph Dumas-Vence.
Le château fut détruit au XIXe siècle.

## Sources
- P.-P. Burgaud, La Vallée, monographie d'une commune de Saintonge, 1935
- Frédéric Chassebœuf, Châteaux, manoirs et logis : la Charente-Maritime, 2008
- Aperçu sur la seigneurie de la Bergerie, Roccafortis, 3e série, tome IV, n° 23, janvier 1999, p. 26-29.